# Turibi
Turibi (Turibius) fou un bisbe hispanoromà.
Fou enemic acèrrim dels priscil·lianistes. Abans de ser bisbe, el 447 aC, va publicar una carta que es conserva, anomenada Epistola de non recipiendis in auctoritatem Fidei apocryphis Scripturis, et de secta Priscillianistarum, dirigida als seus amics Hidaci i Ceponi. També se sap que va dirigir una carta al papa Lleó I el Gran o el Magne, però no s'ha conservat.